# Cocorăștii Colț, Prahova
Cocorăștii Colț (mai vechi, Colțu) este satul de reședință al comunei cu același nume din județul Prahova, Muntenia, România.
Așezarea este atestată documentar în anul 1510.